# Chapman Ridge
Chapman Ridge ist ein 300 m hoher Gebirgskamm im ostantarktischen Mac-Robertson-Land. Vom Byrd Head erstreckt er sich über eine Länge von 5 km nach Südwesten.
Teilnehmer der British Australian and New Zealand Antarctic Research Expedition (1929–1931) unter der Leitung des australischen Polarforschers Douglas Mawson entdeckten ihn. Norwegische Kartografen kartierten ihn anhand von Luftaufnahmen, die bei der Lars-Christensen-Expedition 1936/37 entstanden. Das Antarctic Names Committee of Australia (ANCA) benannte ihn am 22. Juli 1959 nach dem späteren australisch-US-amerikanischen Astronauten Phillip Kenyon Chapman (* 1935), der 1958 auf der Mawson-Station als Ionosphärenphysiker tätig war.